# Rhaphiomidas moapa
Rhaphiomidas moapa is een vliegensoort uit de familie Mydidae. De wetenschappelijke naam van de soort is voor het eerst geldig gepubliceerd in 2007 door Rogers & Van Dam.
De soort komt voor in de Verenigde Staten.